# Wereldkampioenschappen schaatsen junioren 2003
De wereldkampioenschappen schaatsen junioren 2003 werden op 21, 22 en 23 februari 2003 gereden op de Yanagimachi ijsbaan te Kushiro (Japan).
De Canadese Shannon Rempel en de Nederlander Remco olde Heuvel werden juniorenwereldkampioen.
| Datum                     | Onderdeel                                                                                       |
| ------------------------- | ----------------------------------------------------------------------------------------------- |
| vrijdag 21 februari 2003  | 500 meter jongens 500 meter meisjes 3000 meter jongens                                          |
| zaterdag 22 februari 2003 | 1000 meter meisjes 1500 meter jongens 1500 meter meisjes                                        |
| zondag 23 februari 2003   | 3000 meter meisjes 5000 meter jongens Ploegenachtervolging meisjes Ploegenachtervolging jongens |

## Dag 1

### 500 meter jongens
| Rang | Schaatser         | Land             | Tijd  |
| ---- | ----------------- | ---------------- | ----- |
| 1    | Tucker Fredricks  | Verenigde Staten | 37,93 |
| 2    | Shingo Doi        | Japan            | 38,06 |
| 3    | Remco olde Heuvel | Nederland        | 38,39 |
| 4    | Yeo Sang-yeop     | Zuid-Korea       | 38,43 |
| 5    | Lars Elgersma     | Nederland        | 38,48 |
| 6    | Jay Morrison      | Canada           | 38,64 |
| 7    | Nan Minghao       | China            | 38,69 |
| 8    | Valeri Tarasov    | Rusland          | 38,74 |
| 9    | Lee Seung-hwan    | Zuid-Korea       | 38,87 |
| 10   | Denny Morrison    | Canada           | 39,05 |

### 500 meter meisjes
| Rang | Schaatser           | Land             | Tijd  |
| ---- | ------------------- | ---------------- | ----- |
| 1    | Li Dan              | China            | 40,97 |
| 2    | Shannon Rempel      | Canada           | 41,02 |
| 3    | Maki Tsuji          | Japan            | 41,34 |
| 4    | Zhang Shuang        | China            | 41,54 |
| 5    | Joelia Boesjoejeva  | Rusland          | 41,66 |
| 6    | Jekaterina Sjichova | Rusland          | 41,70 |
| 7    | Elli Ochowicz       | Verenigde Staten | 42,08 |
| 8    | Anna Rokita         | Oostenrijk       | 42,16 |
| 9    | Franziska Petereit  | Duitsland        | 42,30 |
| 10   | Willeke van Benthem | Nederland        | 42,36 |

### 3000 meter jongens
| Rang | Schaatser         | Land       | Tijd    |
| ---- | ----------------- | ---------- | ------- |
| 1    | Remco olde Heuvel | Nederland  | 4.07,59 |
| 2    | Robert Lehmann    | Duitsland  | 4.07,95 |
| 3    | Lee Seung-hwan    | Zuid-Korea | 4.08,84 |
| 4    | Rhian Ket         | Nederland  | 4.10,30 |
| 5    | Yeo Sang-yeop     | Zuid-Korea | 4.11,43 |
| 6    | Michihiro Ara     | Japan      | 4.13,81 |
| 7    | Shingo Doi        | Japan      | 4.14,44 |
| 8    | Lee Jong-wu       | Zuid-Korea | 4.15,47 |
| 9    | Aleksej Zjigin    | Kazachstan | 4.16,04 |
| 10   | Jay Morrison      | Canada     | 4.16,13 |

## Dag 2

### 1000 meter meisjes
| Rang | Schaatser           | Land             | Tijd    |
| ---- | ------------------- | ---------------- | ------- |
| 1    | Shannon Rempel      | Canada           | 1.22,16 |
| 2    | Eriko Ishino        | Japan            | 1.22,74 |
| 3    | Jekaterina Sjichova | Rusland          | 1.22,84 |
| 4    | Maki Tsuji          | Japan            | 1.23,11 |
| 5    | Li Dan              | China            | 1.23,76 |
| 6    | Brittany Schussler  | Canada           | 1.23,92 |
| 7    | Maria Lamb          | Verenigde Staten | 1.24,23 |
| 8    | Mariska Huisman     | Nederland        | 1.24,28 |
| 9    | Anna Rokita         | Oostenrijk       | 1.24,50 |
| 10   | Jorien Voorhuis     | Nederland        | 1.24,58 |

### 1500 meter jongens
| Rang | Schaatser         | Land       | Tijd    |
| ---- | ----------------- | ---------- | ------- |
| 1    | Remco olde Heuvel | Nederland  | 1.54,81 |
| 2    | Yeo Sang-yeop     | Zuid-Korea | 1.57,13 |
| 3    | Rhian Ket         | Nederland  | 1.57,23 |
| 4    | Shingo Doi        | Japan      | 1.57,63 |
| 5    | Lars Elgersma     | Nederland  | 1.57,91 |
| 6    | Lee Seung-hwan    | Zuid-Korea | 1.57,94 |
| 7    | Jay Morrison      | Canada     | 1.58,54 |
| 8    | Robert Lehmann    | Duitsland  | 1.58,58 |
| 9    | Denny Morrison    | Canada     | 1.58,80 |
| 10   | Michihiro Ara     | Japan      | 1.58,92 |

### 1500 meter meisjes
| Rang | Schaatser          | Land             | Tijd    |
| ---- | ------------------ | ---------------- | ------- |
| 1    | Eriko Ishino       | Japan            | 2.11,22 |
| 2    | Jorien Voorhuis    | Nederland        | 2.11,51 |
| 3    | Brittany Schussler | Canada           | 2.12,19 |
| 4    | Shannon Rempel     | Canada           | 2.12,28 |
| 5    | Heidi Stangl       | Verenigde Staten | 2.13,15 |
| 6    | Marilou Asselin    | Canada           | 2.13,35 |
| 7    | Maria Lamb         | Verenigde Staten | 2.13,37 |
| 8    | Joelia Boesjoejeva | Rusland          | 2.13,39 |
| 9    | Megumi Yamazaki    | Japan            | 2.13,62 |
| 10   | Lee Ju-youn        | Zuid-Korea       | 2.13,97 |

## Dag 3

### 3000 meter meisjes
| Rang | Schaatser          | Land             | Tijd    |
| ---- | ------------------ | ---------------- | ------- |
| 1    | Eriko Ishino       | Japan            | 4.36,80 |
| 2    | Heidi Stangl       | Verenigde Staten | 4.38,98 |
| 3    | Nadine Seidenglanz | Duitsland        | 4.40,02 |
| 4    | Lee Ju-youn        | Zuid-Korea       | 4.40,17 |
| 5    | Maria Lamb         | Verenigde Staten | 4.40,25 |
| 6    | Megumi Yamazaki    | Japan            | 4.42,45 |
| 7    | Shannon Rempel     | Canada           | 4.42,92 |
| 8    | Bianca Anghel      | Roemenië         | 4.43,28 |
| 9    | Mariska Huisman    | Nederland        | 4.43,31 |
| 10   | Jorien Voorhuis    | Nederland        | 4.43,35 |

### 5000 meter jongens
| Rang | Schaatser         | Land       | Tijd    |
| ---- | ----------------- | ---------- | ------- |
| 1    | Robert Lehmann    | Duitsland  | 7.17,71 |
| 2    | Remco olde Heuvel | Nederland  | 7.18,41 |
| 3    | Matteo Anesi      | Italië     | 7.20,99 |
| 4    | Lee Seung-hwan    | Zuid-Korea | 7.21,99 |
| 5    | Michihiro Ara     | Japan      | 7.25,33 |
| 6    | Lars Elgersma     | Nederland  | 7.26,17 |
| 7    | Shingo Doi        | Japan      | 7.26,98 |
| 8    | Dustin Johnston   | Canada     | 7.28,18 |
| 9    | Rhian Ket         | Nederland  | 7.29,04 |
| 10   | Robert Kustra     | Polen      | 7.29,13 |

## Eindklassement

### Meisjes
| Rang   | Schaatsster          | Land             | 500m | 1000m | 1500m | 3000m | Punten  |
| Goud   | Shannon Rempel       | Canada           | 2    | 1     | 4     | 7     | 173,346 |
| Zilver | Eriko Ishino         | Japan            | 11   | 2     | 1     | 1     | 173,663 |
| Brons  | Maria Lamb           | Verenigde Staten | 17   | 7     | 7     | 5     | 176,059 |
| 4      | Brittany Schussler   | Canada           | 12   | 6     | 3     | 16    | 176,389 |
| 5      | Anna Rokita          | Oostenrijk       | 8    | 9     | 14    | 12    | 176,876 |
| 6      | Mariska Huisman      | Nederland        | 18   | 8     | 12    | 9     | 177,068 |
| 7      | Jorien Voorhuis      | Nederland        | 24   | 10    | 2     | 10    | 177,141 |
| 8      | Heidi Stangl         | Verenigde Staten | 23   | 17    | 5     | 2     | 177,234 |
| 9      | Maki Tsuji           | Japan            | 3    | 4     | 19    | 20    | 177,466 |
| 10     | Bianca Anghel        | Roemenië         | 13   | 13    | 21    | 8     | 177,628 |
| 11     | Jekaterina Lobysjeva | Rusland          | 14   | 15    | 11    | 14    | 177,718 |
| 12     | Monique Angermüller  | Duitsland        | 15   | 14    | 13    | 15    | 177,851 |
| 13     | Megumi Yamazaki      | Japan            | 20   | 21    | 9     | 6     | 177,885 |
| 14     | Marilou Asselin      | Canada           | 21   | 20    | 6     | 11    | 178,046 |
| 15     | Ji Jia               | China            | 19   | 18    | 16    | 17    | 178,944 |
| 16     | Lee Ju-youn          | Zuid-Korea       | 27   | 28    | 10    | 4     | 179,156 |
| 17     | Jekaterina Sjichova  | Rusland          | 6    | 3     | 22    | 23    | 179,266 |
| 18     | Yun Hyi-jun          | Zuid-Korea       | 16   | 23    | 15    | 19    | 179,698 |
| 19     | Mari Hemmer          | Noorwegen        | 25   | 24    | 17    | 13    | 180,113 |
| 20     | Li Dan               | China            | 1    | 5     | 30    | 24    | 180,271 |
| 21     | Zhang Shuang         | China            | 4    | 12    | 29    | 22    | 180,368 |
| 22     | Nadine Seidenglanz   | Duitsland        | 33   | 27    | 20    | 3     | 180,393 |
| 23     | Willeke van Benthem  | Nederland        | 10   | 16    | 27    | 21    | 181,069 |
| 24     | Karolina Ksyt        | Polen            | 29   | 25    | 18    | 18    | 181,726 |
| NC25   | Franziska Petereit   | Duitsland        | 9    | 22    | 30    |       | 131,351 |
| NC26   | Elli Ochowicz        | Verenigde Staten | 7    | 11    | 36    |       | 131,938 |
| NC27   | Choi Yun-suk         | Zuid-Korea       | 22   | 19    | 28    |       | 132,243 |
| NC28   | Marita Johansson     | Zweden           | 35   | 26    | 24    |       | 134,218 |
| NC29   | Luiza Złotkowska     | Polen            | 28   | 32    | 25    |       | 134,291 |
| NC30   | Maren Haugli         | Noorwegen        | 34   | 30    | 23    |       | 134,460 |
| NC31   | Daniela Dumitru      | Roemenië         | 32   | 29    | 32    |       | 134,608 |
| NC32   | Ágota Tóth           | Hongarije        | 29   | 31    | 33    |       | 135,361 |
| NC33   | Rita Battisti        | Italië           | 26   | 33    | 34    |       | 135,705 |
| NC34   | Martina Sáblíková    | Tsjechië         | 37   | 35    | 25    |       | 136,411 |
| NC35   | Susanna Potka        | Finland          | 31   | 34    | 35    |       | 136,831 |
| NC36   | Annamari Lehtonen    | Finland          | 36   | 36    | 37    |       | 141,191 |
| NC37   | Narangerei Odtsetseg | Mongolië         | 38   | 37    | 38    |       | 154,298 |
| DQ2    | Joelia Boesjoejeva   | Rusland          | 5    | DQ    | 8     |       | 86,123  |

### Jongens
| Rang   | Schaatser                 | Land             | 500m | 3000m | 1500m | 5000m | Punten  |
| Goud   | Remco olde Heuvel         | Nederland        | 3    | 1     | 1     | 2     | 161,766 |
| Zilver | Robert Lehmann            | Duitsland        | 11   | 2     | 8     | 1     | 163,682 |
| Brons  | Lee Seung-hwan            | Zuid-Korea       | 9    | 3     | 6     | 4     | 163,855 |
| 4      | Shingo Doi                | Japan            | 2    | 7     | 4     | 7     | 164,374 |
| 5      | Rhian Ket                 | Nederland        | 20   | 4     | 3     | 9     | 165,226 |
| 6      | Lars Elgersma             | Nederland        | 5    | 14    | 5     | 6     | 165,393 |
| 7      | Michihiro Ara             | Japan            | 15   | 6     | 10    | 5     | 165,634 |
| 8      | Jay Morrison              | Canada           | 6    | 10    | 7     | 13    | 165,932 |
| 9      | Matteo Anesi              | Italië           | 19   | 13    | 12    | 3     | 166,263 |
| 10     | Denny Morrison            | Canada           | 10   | 11    | 9     | 18    | 166,906 |
| 11     | Lee Jong-wu               | Zuid-Korea       | 12   | 8     | 15    | 16    | 167,105 |
| 12     | Samuel Schwarz            | Duitsland        | 17   | 17    | 11    | 12    | 167,232 |
| 13     | Dustin Johnston           | Canada           | 24   | 19    | 13    | 8     | 167,672 |
| 14     | Genki Matsuoka            | Japan            | 21   | 12    | 16    | 11    | 167,848 |
| 15     | Aleksej Zjigin            | Kazachstan       | 13   | 9     | 18    | 19    | 167,896 |
| 16     | Yeo Sang-yeop             | Zuid-Korea       | 4    | 5     | 2     | 23f   | 168,101 |
| 17     | Denny Ihle                | Duitsland        | 16   | 16    | 19    | 20    | 168,483 |
| 18     | Zheng Jinze               | China            | 23   | 23    | 14    | 15    | 168,493 |
| 19     | Igor Makovetski           | Wit-Rusland      | 14   | 24    | 23    | 21    | 169,175 |
| 20     | Paul Dyrud                | Verenigde Staten | 31   | 20    | 17    | 14    | 169,530 |
| 21     | Robert Kustra             | Polen            | 36   | 18    | 20    | 10    | 169,689 |
| 22     | Miroslav Vtípil           | Tsjechië         | 30   | 15    | 24    | 17    | 169,877 |
| 23     | Tucker Fredricks          | Verenigde Staten | 1    | 35    | 22    | 22    | 171,540 |
| NS4    | Valeri Tarasov            | Rusland          | 8    | 25    | 21    | NS    | 123,266 |
| NC25   | Tor Arve Magnussen        | Noorwegen        | 27   | 21    | 25    |       | 124,946 |
| NC26   | Andrej Barakin            | Rusland          | 28   | 26    | 30    |       | 126,131 |
| NC27   | Christian Falger          | Oostenrijk       | 25   | 30    | 33    |       | 126,308 |
| NC28   | Joel Eriksson             | Zweden           | 26   | 28    | 31    |       | 126,474 |
| NC29   | Ilja Davletov             | Rusland          | 29   | 32    | 29    |       | 126,649 |
| NC30   | Øystein Kvikstad Skoglund | Noorwegen        | 32   | 29    | 32    |       | 126,983 |
| NC31   | Bogdan Stănescu           | Roemenië         | 38   | 31    | 28    |       | 127,271 |
| NC32   | Lauri Linden              | Finland          | 22   | 33    | 38    |       | 127,715 |
| NC33   | Eric Cepuran              | Verenigde Staten | 33   | 36    | 35    |       | 128,321 |
| NC34   | Marcell Papp              | Hongarije        | 37   | 38    | 33    |       | 128,743 |
| NC35   | Tuomas Saarinen           | Finland          | 34   | 37    | 37    |       | 128,783 |
| NC36   | Boris Plotnitski          | Kazachstan       | 42   | 27    | 36    |       | 129,796 |
| NC37   | Nan Minghao               | China            | 7    | 41    | 39    |       | 130,491 |
| NC38   | Rentsendorj Baasandorj    | Mongolië         | 41   | 34    | 40    |       | 130,866 |
| NC39   | Adam Ptáčník              | Tsjechië         | 43   | 39    | 41    |       | 134,071 |
| NC40   | Tomáš Ptáčník             | Tsjechië         | 44   | 40    | 42    |       | 135,768 |
| DQ2    | Dmitri Babenko            | Kazachstan       | 35   | DQ    | 27    |       | 82,356  |
| DQ2    | Rodan Ionescu             | Roemenië         | 39   | DQ    | 26    |       | 82,623  |
| NS3    | Yu Rui                    | China            | 18   | 22    | NS    |       | 82,880  |
| NS2    | Stepan Novakovich         | Wit-Rusland      | 40   | NS    |       |       | 41,850  |
| NS1    | Konrad Niedźwiedzki       | Polen            | NS   |       |       |       | 0,000   |

## Ploegenachtervolging

### Meisjes
| Rang   | Land             | Schaatssters                                               | Tijd    |
| Goud   | Nederland        | Maaike Head Mariska Huisman Jorien Voorhuis                | 3.25,36 |
| Zilver | Japan            | Eriko Ishino Mika Onodera Megumi Yamazaki                  | 3.27,45 |
| Brons  | Canada           | Marilou Asselin Brittany Schussler Shannon Sibold          | 3.28,30 |
| 4      | Zuid-Korea       | Choi Yun-suk Lee Ju-youn Yun Hyi-jun                       | 3.28,91 |
| 5      | Verenigde Staten | Maria Lamb Elli Ochowicz Heidi Stangl                      | 3.30,26 |
| 6      | Duitsland        | Monique Angermüller Nadine Seidenglanz Karoline Zillmann   | 3.31,23 |
| 7      | Rusland          | Joelia Busjoejeva Jekaterina Lobysjeva Jekaterina Sjichova | 3.34,53 |
| 8      | China            | Ji Jia Li Dan Zhang Shuang                                 | 3.36,35 |

### Jongens
| Rang   | Land             | Schaatsers                                        | Tijd    |
| Goud   | Japan            | Michihiro Ara Shingo Doi Genki Matsuoka           | 4.13,80 |
| Zilver | Nederland        | Rhian Ket Arjen van der Kieft Remco olde Heuvel   | 4.14,93 |
| Brons  | Zuid-Korea       | Lee Jong-wu Lee Seung-hwan Yeo Sang-yeop          | 4.15,97 |
| 4      | Canada           | Denny Morrison Jay Morrison Justin Warsylewicz    | 4.16,01 |
| 5      | Duitsland        | Robert Lehmann Samuel Schwarz Sascha Rauschenbach | 4.17,27 |
| 6      | Rusland          | Andrej Barakin Ilja Davletov Valeri Tarasov       | 4.26,03 |
| 7      | Verenigde Staten | Eric Cepuran Paul Dyrud Tyler Goff                | 4.26,58 |
| 8      | Kazachstan       | Dmitri Babenko Boris Plotnitski Aleksej Zjigin    | 4.29,80 |
| 9      | Tsjechië         | Adam Ptáčník Tomáš Ptáčník Miroslav Vtípil        | 4.43,91 |